# Franz Ignaz von Streber
Franz Ignaz von Streber (Reisbach, 11 febbraio 1758 – Monaco di Baviera, 26 aprile 1841) è stato un numismatico, vescovo cattolico e teologo tedesco.

## Biografia
Dal 1770 frequentò il Kolleg der Bartholomäer a Ingolstadt, dove iniziò a studiate filosofia e teologia, ottenendo i titoli di Magister di filosofia (1776) e di teologia (1779).  Nel 1780 fu assunto come segretario privato di Johann Goswin von Widder (1734-1800) a Monaco di Baviera, rimanendo in questa città per dieci anni. Nel 1783 divenne cappellano di corte, nel 1803 direttore della cappella di corte, nel 1821 vescovo ausiliare di Monaco e Frisinga e vescovo titolare di Birta, nel 1822 prevosto della cattedrale di Monaco e Frisinga. In 1782 fu nominato curatore del Gabinetto numismatico dell'elettore, in qualità di assistente del diplomatico Johann Casimir Häffelin. Con l'appoggio di Häffelin e dei suoi successori, nel 1785 fu nominato direttore della collezione numismatica.
Suo scopo fu unire la collezione di Mannheim o Palatina con quella di Monaco, o Bavarese, della linea dei Wittelsbach, che era in disordine dal periodo della guerra dei trent'anni, e per sistemare le collezioni unite in un ordine scientifico. Inoltre, a causa degli eventi bellici, fu costretto a tirare fuori e rimettere a posto la collezione per cinque volte, ogni volta risistemandola da capo. Scrisse una storia del Königliche Münzcabinet bavarese, e diversi trattati sulla numismatica greca e su quella bavarese, la maggior parte dei quali apparvero negli atti dell'Accademia delle belle arti di Monaco di Baviera, istituzione di cui divenne membro nel 1822.
Il nipote, Franz Seraph Streber, seguì la sua carriera.

## Genealogia episcopale
La genealogia episcopale è:
- Cardinale Scipione Rebiba
- Cardinale Giulio Antonio Santori
- Cardinale Girolamo Bernerio, O.P.
- Arcivescovo Galeazzo Sanvitale
- Cardinale Ludovico Ludovisi
- Cardinale Luigi Caetani
- Cardinale Ulderico Carpegna
- Cardinale Paluzzo Paluzzi Altieri degli Albertoni
- Papa Benedetto XIII
- Papa Benedetto XIV
- Papa Clemente XIII
- Cardinale Giovanni Carlo Boschi
- Cardinale Bartolomeo Pacca
- Cardinale Francesco Serra-Cassano
- Vescovo Franz Ignaz von Streber